# Бангор (Мејн)
Бангор (енгл. Bangor) град је у америчкој савезној држави Мејн.

## Демографија
По попису из 2010. године број становника је 33.039, што је 1.566 (5,0%) становника више него 2000. године.
| Група             | 2000.          | 2010.          |
| Белци             | 29.704 (94,4%) | 30.448 (92,2%) |
| Афроамериканци    | 320 (1,0%)     | 558 (1,7%)     |
| Азијати           | 364 (1,2%)     | 549 (1,7%)     |
| Хиспаноамериканци | 329 (1,0%)     | 491 (1,5%)     |
| Укупно            | 31.473         | 33.039         |